# Wrong
«Wrong» (en español, Error o equivocado) es el cuadragésimo sexto disco sencillo de Depeche Mode, el primero desprendido del álbum Sounds of the Universe, publicado en abril de 2009 a nivel mundial, aunque se pudo escuchar en Internet previamente a su aparición en radio desde el mes de febrero.
Debutó oficialmente en febrero de 2009, cuando la banda se presentó en los Premios ECHO en Alemania.
"Wrong" recibió una respuesta positiva en la radio de rock alternativo en los Estados Unidos, convirtiéndose en una de las 30 canciones más tocadas en su primera semana de lanzamiento. Una semana después de su lanzamiento físico en abril de 2009 se ubicó en el puesto 24, la posición más baja de éxitos del Reino Unido para un primer sencillo de álbum de estudio de Depeche Mode desde "Dreaming of Me" que llegara al puesto 57 en 1981. "Wrong" fue nominado para un premio Grammy por "mejor video corto". El mismo día, el álbum Sounds of the Universe fue nominado a mejor álbum de música alternativa.
Como lado B apareció la canción "Oh Well", que también se incluyó en la edición de lujo del Sounds of the Universe y fue la primera colaboración compositiva entre Martin Gore, quien hizo la música, y David Gahan que escribió la letra.

## Descripción
Wrong  un tema más o menos basado en la acritud sonora del blues, aunque no exactamente triste sino muy áspero, como un lamento desesperado cuando se llega a un punto de pesimismo tal en que se vuelve evidente que no hay ni habrá solución alguna.
Comienza con cuatro gritos repetidos de Wrong!, para pasar a una musicalización electroacústica sumamente trabajada muy recargada que sin embargo no pierde armonía, aderezada por notas gravísimas de cuerdas reflejando la pesadez de la letra en la cual David Gahan canta en tono alto y grave un reclamo contra el cielo, o contra nada que es lo mismo, por haber nacido con una mala marca, un destino cruel en el cual nunca se obtendrá lo que se desea por mínimas y modestas que sean las expectativas, todo imbuido en un espíritu alternativo más que de música rock en que sólo se hace música por divertimento o de punk en que se hacen simples críticas contestatarias propias de delirios juveniles.
Wrong es un tema sin concesiones, áspero, podría ser cercano a la música planteada por DM en discos como Songs of Faith and Devotion o Ultra, pero es aún más pesado y agresivo, es sólo el espaldarazo desesperado cuando se sabe que ya no queda remedio alguno, mientras la música es también sólo un acompañante trágico en la inevitable caída al abismo del que no hay salida, sino sólo la conciencia de esperar más males o el fin de todo, ya sea la muerte, el castigo eterno o la simple desolación permanente.

## Formatos

### En CD
| CD1 Mute CDBONG 40 Wrong |                                       |          |  |
| N.º                      | Título                                | Duración |  |
| 1.                       | «Wrong» (Versión principal)           | 3:13     |  |
| 2.                       | «Oh Well» (Black Light Odyssey Remix) | 5:54     |  |

| CD2 Mute Maxi LCDBONG 40 Wrong |                                      |          |  |
| N.º                            | Título                               | Duración |  |
| 1.                             | «Wrong» (Versión principal)          | 3:13     |  |
| 2.                             | «Wrong» (Trentemøller Club Remix)    | 6:57     |  |
| 3.                             | «Wrong» (Thin White Duke Remix)      | 7:43     |  |
| 4.                             | «Wrong» (Magda's Scallop Funk Mix)   | 6:25     |  |
| 5.                             | «Wrong» (D.I.M. vs Boys Noize Remix) | 5:12     |  |

| Promocional CD Mute PCDBONG 40 Wrong |                                        |          |  |
| N.º                                  | Título                                 | Duración |  |
| 1.                                   | «Wrong» (original)                     | 3:07     |  |
| 2.                                   | «Wrong» (Thin White Duke Remix)        | 7:43     |  |
| 3.                                   | «Wrong» (Thin White Duke Dub)          | 6:06     |  |
| 4.                                   | «Wrong» (Frankie's Bromantic Club Mix) | 8:27     |  |
| 5.                                   | «Wrong» (D.I.M. vs Boys Noise Remix)   | 5:12     |  |
| 6.                                   | «Wrong» (Magda's Scallop Funk Mix)     | 6:25     |  |
| 7.                                   | «Wrong» (Caspa Remix)                  | 5:08     |  |
| 8.                                   | «Wrong» (Trentemøller Club Remix)      | 6:57     |  |
| 9.                                   | «Wrong» (Trentemøller Dub)             | 6:42     |  |

| CD Mute RCDBONG 40 Wrong |                              |          |  |
| N.º                      | Título                       | Duración |  |
| 1.                       | «Wrong» (versión para radio) | 3:13     |  |

| Promocional CD Mute LCDBONG 40 Wrong |                                        |          |  |
| N.º                                  | Título                                 | Duración |  |
| 1.                                   | «Wrong» (versión para radio)           | 3:13     |  |
| 2.                                   | «Wrong» (Trentemøller Club Remix)      | 6:57     |  |
| 3.                                   | «Wrong» (Thin White Duke Remix)        | 7:43     |  |
| 4.                                   | «Wrong» (Thin White Duke Dub)          | 6:06     |  |
| 5.                                   | «Wrong» (Frankie's Bromantic Club Mix) | 8:27     |  |
| 6.                                   | «Wrong» (D.I.M. vs Boys Noise Remix)   | 5:12     |  |
| 7.                                   | «Wrong» (Magda's Scallop Funk Mix)     | 6:25     |  |
| 8.                                   | «Oh Well» (Black Light Odyssey Dub)    | 5:02     |  |

| Promocional CD Capitol USRCDBONG 40 Wrong |                              |          |  |
| N.º                                       | Título                       | Duración |  |
| 1.                                        | «Wrong» (versión del álbum)  | 3:13     |  |
| 2.                                        | «Wrong» (Radio Version Edit) | 3:01     |  |

| Promocional CD Capitol PCDBONG40 Wrong |                                     |          |  |
| N.º                                    | Título                              | Duración |  |
| 1.                                     | «Wrong» (Peter Rauhofer Vocal Mix)  | 8:17     |  |
| 2.                                     | «Wrong» (Peter Rauhofer Dub)        | 7:34     |  |
| 3.                                     | «Wrong» (Peter Rauhofer Radio Edit) | 4:10     |  |

### En disco de vinilo
7 pulgadas Mute BONG 40  Wrong
| Lado A |         |          |  |
| N.º    | Título  | Duración |  |
| 1.     | «Wrong» | 3:13     |  |

| Lado B |           |          |  |
| N.º    | Título    | Duración |  |
| 1.     | «Oh Well» | 4:25     |  |

12 pulgadas Mute 12BONG 40 Wrong
| Lado A |                                 |          |  |
| N.º    | Título                          | Duración |  |
| 1.     | «Wrong» (versión del álbum)     | 3:13     |  |
| 2.     | «Wrong» (Thin White Duke Remix) | 7:43     |  |

| Lado B |                                   |          |  |
| N.º    | Título                            | Duración |  |
| 1.     | «Wrong» (Trentemøller Club Remix) | 6:57     |  |
| 2.     | «Wrong» (Caspa Remix)             | 5:08     |  |

### Digital
| Mute40 Wrong |                                      |          |  |
| N.º          | Título                               | Duración |  |
| 1.           | «Wrong» (versión del álbum)          |          |  |
| 2.           | «Wrong» (Thin White Duke Remix)      |          |  |
| 3.           | «Wrong» (Thin White Duke Dub)        |          |  |
| 4.           | «Wrong» (D.I.M. vs Boys Noise Remix) |          |  |
| 5.           | «Wrong» (Magda's Scallop Funk Mix)   |          |  |
| 6.           | «Wrong» (Trentemøller Club Remix)    |          |  |

## Video promocional
El video musical de "Wrong" fue filmado en diciembre de 2008, dirigido por el estadounidense Patrick Daughters, quien trabajó por primera vez con Depeche Mode. El video muestra a un Ford Crown Victoria rodar hacia atrás por una calle del centro de Los Ángeles con un hombre inmovilizado con cinta de embalaje y tapado el rostro con una máscara apremiante, quien observa impotente como su coche pierde el control en dirección contraria, impactando con cualquier cosa; al poder sacarse las cintas, se quita la máscara, pero es presa de la desesperación y de repente otro coche le impacta, por lo que el hombre se da un brutal golpe en la ventanilla y queda inmóvil; no es posible saber si murió o no.
La máscara es similar a la de Michael Myers. El hombre atado en el asiento del conductor, la máscara de látex inquietante, el choque con un vehículo blanco grande y el estado de ánimo violentos en general evocan paralelos con elementos similares de la película Surveillance.
El vídeo está disponible en el directo Barcelona 20/21.11.09 de 2010 y en Video Singles Collection de 2016.

## En directo
"Wrong" se interpretó en todos los conciertos del correspondiente Tour of the Universe, siempre como segundo tema después de "In Chains", posteriormente regresó al inicio del Global Spirit Tour, pero tras las primeras etapas salió del repertorio. Actualmente, se retomó de nuevo para el inicio de la gira Memento Mori World Tour.
La interpretación en escenarios se hace tal y como aparece en el disco, o sea una función fuerte, sonora y agresiva, la cual se convierte en toda una muestra de virtuosismo de DM y sus músicos de apoyo debido al nivel de producción de Wrong, después de todo los temas muy producidos suelen ser difíciles (o incluso irrealizables) de llevarse a cabo en un escenario sin contar con el apoyo de un estudio de grabación en que se pueden grabar los elementos por separado y tomando todo el tiempo requerido, especialmente para un grupo de música electrónica. Otro ejemplo de la capacidad interpretativa de Gore, Gahan, Fletcher, Gordeno y Eigner.

## Listas musicales de canciones
| América      |                  |    |
| Canadá       | Canadian Hot 100 | 64 |
| Europa       |                  |    |
| Alemania     | Top 100 Singles  | 2  |
| Austria      | Top 75 Singles   | 12 |
| Bélgica      | Top 40 Singles   | 14 |
| Dinamarca    | Top 40 Singles   | 7  |
| España       | Top 50 Singles   | 41 |
| Europa       | Hot 100 Singles  | 4  |
| Finlandia    | Top 20 Singles   | 6  |
| Francia      | Top 100 Singles  | 10 |
| Irlanda      | Top 50 Singles   | 34 |
| Italia       | Top 20 Singles   | 8  |
| Noruega      | Top 20 Singles   | 14 |
| Países Bajos | Top 100 Singles  | 49 |
| Reino Unido  | Top 75 Singles   | 24 |
| Suecia       | Top 60 Singles   | 5  |
| Suiza        | Top 100 Singles  | 16 |